# A-League (1995-2004)
La A-League fue un campeonato de fútbol de Estados Unidos y Canadá, que funcionó como la segunda categoría del sistema de ligas de los Estados Unidos desde 1995 hasta 2004, cuando se reconvirtió en la USL First Division.

## Historia
En 1995 la American Professional Soccer League (APSL), que desde 1990 funcionaba como la segunda división del sistema de ligas estadounidense, cambió su nombre por el de A-League. Por otra parte, la liga interregional de Estados Unidos (USISL, actualmente United Soccer Leagues), creada para divisiones regionales, empezó a organizar un torneo nacional, la USISL Select League. La A-League fue de facto la máxima categoría en su temporada inaugural y contó con seis participantes: dos clubes canadienses (Montreal Impact y Vancouver 86ers) y cuatro estadounidenses (Seattle Sounders, Atlanta Ruckus, Colorado Foxes y New York Centaurs).
Los dos torneos funcionaron por separado durante dos años. Cuando la Major League Soccer (MLS) se fundó en 1996, muchos de sus jugadores pasaron a la nueva liga y varias franquicias de menor tamaño quebraron, así que la APSL y la USL unieron sus torneos en 1997. Aunque se mantuvo el nombre de A-League, lo cierto es que la antigua APSL había desaparecido en favor de la USL. En la primera temporada tras la fusión participaron 24 clubes repartidos en cuatro divisiones. Este torneo fue la segunda categoría del sistema de ligas de Estados Unidos, mientras que en Canadá se mantuvo como la máxima competición.
En su última temporada, celebrada en 2004, contó con 16 participantes. Al año siguiente, la USL la reconvirtió en la USL First Division.

## Equipos
El sistema adoptado por la A-League fue similar al de otras ligas deportivas profesionales en Norteamérica. Los equipos participantes eran franquicias que se unían al campeonato bajo la supervisión del organizador. Aunque fue la segunda categoría del fútbol estadounidense, ni estaba vinculada ni existía un sistema de promoción con otros torneos; los clubes que renunciaban a esta división por motivos económicos o deportivos podían inscribirse en otra liga, posponer su participación o desaparecer.
El número de participantes varió en función de la temporada.
| - 1995: 6 equipos - 1996: 7 equipos - 1997: 24 equipos - 1998: 28 equipos - 1999: 30 equipos |  | - 2000: 25 equipos - 2001: 21 equipos - 2002: 18 equipos - 2003: 19 equipos - 2004: 16 equipos |

### Historial de equipos en la A-League
| Debut | Primer nombre                                            | Otros nombres                                         | Último año |
| ----- | -------------------------------------------------------- | ----------------------------------------------------- | ---------- |
| 1995  | Atlanta Ruckus (Atlanta, Georgia)                        | Atlanta Silverbacks (1998)                            | 2004       |
| 1995  | Montreal Impact (Montreal, Quebec, Canadá))              |                                                       | 2004       |
| 1995  | Seattle Sounders (Seattle, Washington)                   |                                                       | 2004       |
| 1995  | Vancouver 86ers (Vancouver, Columbia Británica, Canadá)  | Vancouver Whitecaps (2001)                            | 2004       |
| 1995  | Colorado Foxes (Commerce City, Colorado)                 |                                                       | 1997       |
| 1995  | New York Centaurs (Ciudad de Nueva York)                 | New York Fever (1996)                                 | 1996       |
| 1996  | Rochester Raging Rhinos (Rochester, Nueva York)          | Rochester Rhinos                                      | 2004       |
| 1997  | Long Island Rough Riders (South Huntington, Nueva York)  |                                                       | 2001       |
| 1997  | Toronto Lynx (Toronto, Ontario, Canadá)                  |                                                       | 2004       |
| 1997  | Connecticut Wolves (New Britain, Connecticut)            |                                                       | 2001       |
| 1997  | Worcester Wildfire (Worcester, Massachusetts)            | Boston Bulldogs (1999) (Framingham, Massachusetts)    | 2000       |
| 1997  | Hershey Wildcats (Hershey, Pensilvania)                  |                                                       | 2001       |
| 1997  | Carolina Dynamo (Greensboro, Carolina del Norte)         |                                                       | 1997       |
| 1997  | Richmond Kickers (Richmond, Virginia)                    |                                                       | 2004       |
| 1997  | Charleston Battery (Charleston, Carolina del Sur)        |                                                       | 2004       |
| 1997  | Raleigh Flyers (Raleigh, Carolina del Norte)             | Raleigh Express (1999) Raleigh Capital Express (2000) | 2000       |
| 1997  | Jacksonville Cyclones (Jacksonville, Florida)            |                                                       | 1999       |
| 1997  | New Orleans Riverboat Gamblers (Nueva Orleans, Luisiana) | New Orleans Storm (1998)                              | 2001       |
| 1997  | Nashville Metros (Nashville, Tennessee)                  | Tennessee Rhythm (1999 a 2000)                        | 2001       |
| 1997  | Orlando Sundogs (Orlando, Florida)                       | (franquicia comprada por Atlanta Ruckus en 1998)      | 1997       |
| 1997  | Milwaukee Rampage (Milwaukee, Wisconsin)                 |                                                       | 2002       |

| Debut | Primer nombre                                       | Otros nombres                                                      | Último año |
| ----- | --------------------------------------------------- | ------------------------------------------------------------------ | ---------- |
| 1997  | Minnesota Thunder (Blaine, Minnesota)               |                                                                    | 2004       |
| 1997  | California Jaguars (Salinas, California)            |                                                                    | 1998       |
| 1997  | Orange County Zodiac (Irvine, California)           | Orange County Waves (2000)                                         | 2000       |
| 1997  | El Paso Patriots (El Paso, Texas)                   |                                                                    | 2003       |
| 1998  | Staten Island Vipers (Ciudad de Nueva York)         |                                                                    | 1999       |
| 1998  | Hampton Roads Mariners (Virginia Beach, Virginia)   | Virginia Beach Mariners (2003) (no participó en la temporada 2001) | 2004       |
| 1998  | Cincinnati Riverhawks (Cincinnati, Ohio)            |                                                                    | 2003       |
| 1998  | Albuquerque Geckos (Albuquerque, Nuevo México)      | Sacramento Geckos (1999) (Sacramento, California)                  | 1999       |
| 1998  | San Diego Flash (San Diego, California)             |                                                                    | 2001       |
| 1998  | MLS Project 40                                      |                                                                    | 2000       |
| 1998  | San Francisco Bay Seals (San Francisco, California) | Bay Area Seals (2000)                                              | 2000       |
| 1999  | Pittsburgh Riverhounds (Pittsburgh, Pensilvania)    |                                                                    | 2003       |
| 1999  | Lehigh Valley Steam (Lehigh Valley, Pensilvania)    |                                                                    | 1999       |
| 1999  | Maryland Mania (Baltimore, Maryland)                |                                                                    | 1999       |
| 2001  | Charlotte Eagles (Charlotte, Carolina del Norte)    |                                                                    | 2003       |
| 2001  | Portland Timbers (Portland, Oregón)                 |                                                                    | 2004       |
| 2002  | Calgary Storm (Calgary, Alberta, Canadá)            | Calgary Mustangs (2004)                                            | 2004       |
| 2003  | Milwaukee Wave United (Milwaukee, Wisconsin)        |                                                                    | 2004       |
| 2003  | Syracuse Salty Dogs (Siracusa, Nueva York)          |                                                                    | 2004       |
| 2004  | Edmonton Aviators (Edmonton, Alberta, Canadá)       | Edmonton F.C. (mitad de temporada)                                 | 2004       |

## Palmarés

### Campeones de temporada
| Temporada | Campeón                 | Resultado      | Subcampeón              | Campeón de la temporada regular |
| --------- | ----------------------- | -------------- | ----------------------- | ------------------------------- |
| 1995      | Seattle Sounders        | 1 - 1 (pen.)   | Atlanta Ruckus          | Montreal Impact                 |
| 1996      | Seattle Sounders        | 2 - 0          | Rochester Raging Rhinos | Montreal Impact                 |
| 1997      | Milwaukee Rampage       | 1 - 1 (pen.)   | Carolina Dynamo         | Montreal Impact                 |
| 1998      | Rochester Raging Rhinos | 3 - 1          | Minnesota Thunder       | Rochester Raging Rhinos         |
| 1999      | Minnesota Thunder       | 2 - 1          | Rochester Raging Rhinos | Rochester Raging Rhinos         |
| 2000      | Rochester Raging Rhinos | 3 - 1          | Minnesota Thunder       | Minnesota Thunder               |
| 2001      | Rochester Raging Rhinos | 2 - 0          | Hershey Wildcats        | Richmond Kickers                |
| 2002      | Milwaukee Rampage       | 2 - 1 (prórr.) | Richmond Kickers        | Seattle Sounders                |
| 2003      | Charleston Battery      | 3 - 0          | Minnesota Thunder       | Milwaukee Wave United           |
| 2004      | Montreal Impact         | 2 - 0          | Seattle Sounders        | Portland Timbers                |

#### Títulos por equipo
| Club               | Títulos | Subtítulos | Años de los títulos | Años de los subtítulos |
| ------------------ | ------- | ---------- | ------------------- | ---------------------- |
| Rochester Rhinos   | 3       | 2          | 1998, 2000, 2001    | 1996, 1999             |
| Seattle Sounders   | 2       | 1          | 1995, 1996          | 2004                   |
| Milwaukee Rampage  | 2       | -          | 1997, 2002          | -                      |
| Minnesota Thunder  | 1       | 3          | 1999                | 1998, 2000, 2003       |
| Charleston Battery | 1       | -          | 2003                | -                      |
| Montreal Impact    | 1       | -          | 2004                | -                      |
| Atlanta Ruckus     | -       | 1          | -                   | 1995                   |
| Carolina Dynamo    | -       | 1          | -                   | 1997                   |
| Hershey Wildcats   | -       | 1          | -                   | 2001                   |
| Richmond Kickers   | -       | 1          | -                   | 2002                   |

### Ganadores de la Commissioner's Cup (Top de la Temporada Regular)
| Temporada | Campeón                 | Record (G,E,P) | Puntos | Play-Off                 |
| --------- | ----------------------- | -------------- | ------ | ------------------------ |
| 1995      | Montreal Impact         | 17-7           | 57     | Semifinal                |
| 1996      | Montreal Impact         | 21-6           | 55     | Semifinal                |
| 1997      | Montreal Impact         | 21-7           | 61     | Final de Conferencia     |
| 1998      | Rochester Raging Rhinos | 24-4           | 70     | Campeón                  |
| 1999      | Rochester Raging Rhinos | 22-6           | 92     | Subcampeón               |
| 2000      | Minnesota Thunder       | 20-4-4         | 99     | Subcampeón               |
| 2001      | Richmond Kickers        | 16-7-3         | 76     | Cuartos de final         |
| 2002      | Seattle Sounders        | 23-4-1         | 107    | Semifinal de Conferencia |
| 2003      | Milwaukee Wave United   | 18-10-0        | 54     | Final de Division        |
| 2004      | Portland Timbers        | 18-7-3         | 57     | Semifinal de Conferencia |

### Títulos por equipo
| Club                    | Campeón | Años de los campeonatos |
| ----------------------- | ------- | ----------------------- |
| Montreal Impact         | 3       | 1995, 1996, 1997        |
| Rochester Raging Rhinos | 2       | 1998, 1999              |
| Minnesota Thunder       | 1       | 2000                    |
| Richmond Kickers        | 1       | 2001                    |
| Seattle Sounders        | 1       | 2002                    |
| Milwaukee Wave United   | 1       | 2003                    |
| Portland Timbers        | 1       | 2004                    |